# Juste avant la nuit
Juste avant la nuit is een Frans-Italiaanse dramafilm uit 1971 onder regie van Claude Chabrol.

## Verhaal
Charles Masson is de directeur van een reclamebureau. Hij heeft een sadomasochistische affaire met de vrouw van zijn beste vriend. Op een gegeven ogenblik wurgt hij bij vergissing zijn maîtresse tijdens een uit de hand gelopen seksspelletje. De politie heeft problemen om de moord op te lossen en Charles kan zijn normale gezinsleven niet meer oppikken.

## Rolverdeling
| Acteur          | Personage                                            |
| --------------- | ---------------------------------------------------- |
| Michel Bouquet  | Charles Masson                                       |
| Stéphane Audran | Hélène Masson, de vrouw van Charles                  |
| François Périer | François Tellier, architect en Charles' beste vriend |
| Dominique Zardi | Prince, collega van Charles                          |
| Henri Attal     | politie-inspecteur Cavanna                           |
| Jean Carmet     | Jeannot, de cafébaas                                 |
| Clelia Matania  | de moeder van Charles                                |
| Marina Ninchi   | Gina Maillardi, de vriendin van Laura                |
| Anna Douking    | Laura Tellier, de vrouw van François                 |